# Dactylopus dactylopus
Dactylopus dactylopus är en fiskart som först beskrevs av Valenciennes, 1837.  Dactylopus dactylopus ingår i släktet Dactylopus och familjen sjökocksfiskar. Inga underarter finns listade i Catalogue of Life.